# Kapila
Kapila (कपिल) ime je različitih individua u drevnim i srednjovekovnim indijskim tekstovima, od kojih je najpoznatiji osnivač Samkja škole hinduističke filozofije. Poznati Kapila od Samkje se smatra vedskim mudracom, za koga se procenjuje da je živeo u 6. veku pne, ili u 7. veku pne.
Riši Kapila je zaslužan za autorstvo uticajne Samkja-sutre, u kojoj aforistične sutre predstavljaju dualističku filozofiju Samkje. Kapilov uticaj na Budu i budizam već su dugo predmet naučnih proučavanja.
Mnoge istorijske ličnosti u hinduizmu i đainizmu, mitske ličnosti, mesta hodočašća u indijskoj religiji, kao i drevna sorta krava, poznati su imenom Kapila.

## Biografija
Ime Kapila pojavljuje se u mnogim tekstovima i verovatno se ta imena odnose na različite ljude. Najpoznatija referenca je mudrac Kapila sa njegovim učenikom Asurijem, koji se u indijskoj tradiciji smatraju prvim majstorima škole Samkja hinduističke filozofije. Dok je on prethodio Budi, nejasno je u kom veku je živeo, i neki sugerišu da je to bio 6. vek pne. Drugi ga smeštaju u 7. vek pne. To ga stavlja u kasni vedski period (1500 pne do 500 godine pne), a bio je nazivan vedskim mudracom.
Kapila je zaslužаn za autorstvo uticajne sutre, zvane Samkja-sutra (koja se takođe naziva Kapila-sutra). U njoj se aforistički predstavlja dualistička filozofija Samkje. Ove sutre su objašnjene u jednom drugom dobro proučenom tekstu hinduizma, zvanom Samkjakarika. Pored teorija Samkje, on se pojavljuje u mnogim dijalozima hinduističkih tekstova, poput objašnjavanja i odbrane načela Ahimse (nenasilje) u Mahabharati.

## Hinduizam
Kapila je deseto dete mudraca Kardame i Devahutija. Narajana daje Kardami blagodat da će se i sam roditi kao njegov sin. Pošto je to postigao, Kardama je želeo da ode u šumu radi pokajanja, istraživanja i vedskog proučavanja. Kardama je imala devet ćerki koje su bile veoma učene i krenule su da se udaju za velike mudrace koji se pominju u istoriji drevne Indije.^  Kala se udala za Maričija, Anusuja se udala za Atrija, Arundati se udala za Vašištu, Havirbhu se udala za Pulastju, a Šanti se udala za Atarvana.

### Vedski tekstovi
Rigveda X.27.16 pominje Kapilu (daśānām ekam kapilam) za koju je vedski komentator Sajana iz 14. veka mislio da se odnosi na mudraca; gledište koje Čakravarti 1951. i Larson 1987. smatraju nepouzdanim, pri čemu Čakravarti sugeriše da se ta reč odnosi na jednog od Maruta, dok Larson i Batačarja navode kapilam u tom stihu znači „smeđosmeđ” ili „crvenkasto-braon”; kako je takođe preveo Grifit.
Serija Sata-pitaka o Šakama Jadžurvedi – za koju se procenjuje da je sastavljena između 1200. i 1000. pre nove ere – pominje Kapila Šaka koja se nalazi u Arjavarti, što implicira da je škola Jadžurvede nazvana po Kapili. Izraz Kapileja, što znači „klanovi Kapile”, pojavljuje se u Ajtareji Brahmani VII.17, ali ne pruža nikakve informacije o originalnoj Kapili. Parišista (adenda) iz Atarvavede (u XI.III.3.4) pominje Kapila, Asuri i Pankašika u vezi sa ritualom libacije za koji se nudi tarpana. U stihu 5.2 Švetašvatara Upanišade, navodi Larson, pojavljuju se i termini Samkja i Kapila, pri čemu Kapila znači boja, kao i „prorok“ (Riši) sa frazom „ṛṣiṃ prasūtaṃ kapilam ... tam agre..“; što se u poređenju sa drugim stihovima Švetašvatara Upanišada Kapile verovatno može protumačiti kao Rudra i Hiranjagarba. Međutim, Maks Miler smatra da Hiranjagarba, odnosno Kapila u ovom kontekstu, varira u zavisnosti od tenora Upanišade, da je različit i da se kasnije koristi da poveže Kapilu i dodeli autorstvo Sankja sistema Hiranjagarbi u znak poštovanja prema filozofskom sistemu.

### Purane
Kapila je, navodi Džordž Vilijams, živeo mnogo pre stvaranja Epa i Purana, a njegovo ime je kooptirano u raznim kasnije komponovanim mitologijama.

## Napomene
1. ↑  dashAnAmekaM kapilaM samAnaM taM hinvanti kratavepAryAya

garbhaM mAtA sudhitaM vakSaNAsvavenantantuSayantI bibharti [17]
Translated by Griffith as:

One of the ten, the tawny, shared in common, they send to execute their final purpose.
 The Mother carries on her breast the Infant of noble form and soothes it while it knows not.[18]
2. ↑  Quote from Chakravarti's work: These Kapileyas are the clans of Kapila, but who was the original Kapila, we cannot know; for the text does not supply us with any further data. In his article on the Śākhās of the Yajurveda, Dr. Raghuvira acquaints us with one Kapila Śākhā that was situated in the Āryāvarta. But we do not know anything else as regards the Kapila with whom the said branch was associated. Further in the khilas of the Rgveda, one Kapila is mentioned along with some other sages. But the account of all these Kapilas is very meagre and hence cannot be much estimated in discussing the attitude of Sāṃkhya Kapila towards the Vedas. Though the Sāṃkhya vehemently criticises the Vedic sacrifices, but thereby it does not totally set aside the validity of the Vedas. In that case it is sure to fall under the category of the nāstika philosophy and could not exercise so much influence upon the orthodox minds; for it is well known that most of the branches of orthodox literature are more or less replete with the praise of Samkhya".[20]
3. ↑  The pariśiṣṭa to each Veda were composed after the Veda;[21] Atharvaveda itself estimated to have been composed by about 1000 BCE.[19]

## Literatura
- von Glasenapp, Helmuth (1999), Jainism: An Indian Religion of Salvation [Der Jainismus: Eine Indische Erlosungsreligion], Shridhar B. Shrotri (trans.), Delhi: Motilal Banarsidass, ISBN 81-208-1376-6
- Flood, Gavin D. (1996), An Introduction to Hinduism, Cambridge University Press
- Witzel, Michael (1995), „Early Sanskritization: Origin and Development of the Kuru state” (PDF), EJVS, 1 (4), Архивирано из оригинала (PDF) 20. 2. 2012. г.
- Jacobsen, Knut A. (2008). Kapila, Founder of Sāṃkhya and Avatāra of Viṣṇu: With a Translation of Kapilāsurisaṃvāda. New Delhi: Munshiram Manoharlal. ISBN 978-81-215-1194-0.